# Lijst van rijksmonumenten in Beekbergen
De plaats Beekbergen telt 9 inschrijvingen in het rijksmonumentenregister. Hieronder een overzicht.
| Object                                                            | Oorspronkelijke functie? | Bouwjaar                    | Architect           | Locatie           | Coördinaten?                  | Nr.?   | Afbeelding                                                        |
| ----------------------------------------------------------------- | ------------------------ | --------------------------- | ------------------- | ----------------- | ----------------------------- | ------ | ----------------------------------------------------------------- |
| Terrein waarin een grafheuvel                                     | Archeologisch monument   | Neolithicum en/of Bronstijd |                     |                   | 52° 9' 27" NB, 5° 54' 54" OL  | 45185  | Upload foto                                                       |
| Terrein waarin een grafheuvel                                     | Archeologisch monument   | Neolithicum en/of Bronstijd |                     |                   | 52° 10' 12" NB, 5° 57' 8" OL  | 45190  | Upload foto                                                       |
| Huis Bruggelen                                                    | Woonhuis                 | 1911                        |                     | Engelanderholt 18 | 52° 10' 18" NB, 5° 56' 43" OL | 514553 | Huis Bruggelen                                                    |
| Vrijstaand houten woonhuis                                        | Woonhuis                 | 1908                        |                     | Engelanderholt 20 | 52° 10' 19" NB, 5° 56' 41" OL | 514554 | Vrijstaand houten woonhuis                                        |
| Voormalig brandspuithuisje gelegen aan de Arnhemseweg             | Overheidsgebouw          | 1925-1930                   |                     | Arnhemseweg 504   | 52° 9' 45" NB, 5° 57' 39" OL  | 514578 | Voormalig brandspuithuisje gelegen aan de Arnhemseweg             |
| Transformatorhuisje type A3R                                      | Nutsbedrijf              | circa 1930                  | Gerrit Versteeg sr. | Arnhemseweg 506   | 52° 9' 44" NB, 5° 57' 39" OL  | 514579 | Transformatorhuisje type A3R                                      |
| Pastorie behorende bij de naastgelegen Nederlandse Hervormde Kerk | Kerkelijke dienstwoning  | ca. 1890-1900               |                     | Dorpstraat 33     | 52° 9' 34" NB, 5° 57' 55" OL  | 514585 | Pastorie behorende bij de naastgelegen Nederlandse Hervormde Kerk |
| Toren                                                             | Kerk en kerkonderdeel    | 13e en 15e eeuw             |                     | Kerkweg 35        | 52° 9' 35" NB, 5° 57' 51" OL  | 8176   | Meer afbeeldingen                                                 |
| Nederlands Hervormde kerk                                         | Kerk en kerkonderdeel    | 15e en 16e eeuw             |                     | Kerkweg 35        | 52° 9' 34" NB, 5° 57' 52" OL  | 8177   | Meer afbeeldingen                                                 |